# В небезпечній близькості
В небезпечній близькості (англ. Dangerously Close) — американський бойовик 1986 року.

## Сюжет
Компанію, яка називає себе «правоохоронцями», наймають для охорони порядку в шкільному закладі. Однак незабаром з'ясовується, що «Вартові» насправді є членами профашистської організації, яка швидше зацікавлена в екстремізмі, ніж в охороні прав і свобод.

## У ролях
| Актор                 | Роль              |
| --------------------- | ----------------- |
| Джон Стоквелл         | Ренді МакДевітт   |
| Дж. Едді Пек          | Денні Леннокс     |
| Кері Лоуелл           | Джулі             |
| Бредфорд Бенкрофт     | Кругер Рейнс      |
| Дон Майкл Пол         | Ріппер            |
| Том Метьюз            | Брайан Ріглетті   |
| Джерард Крістофер     | Ланг Бріджес      |
| Медісон Мейсон        | Корріган          |
| Ентоні Де Лонгіс      | Сміт Реддок       |
| Кармен Аргенціано     | Моллі             |
| Мігель А. Нуньес мол. | Леон Біггс        |
| Діді Пфайфер          | Ніккі             |
| Карен Віттер          | Бетсі             |
| Грег Фінлі            | Мореллі           |
| Дебра Бергер          | містер Гоффман    |
| Енджел Томпкінс       | містер Ватерс     |
| Розалінд Аллен        | місіс МакДональд  |
| Девід Бойл            | містер МакДональд |